# Нестеров, Иван Иванович (геолог)
Иван Иванович Нестеров (1 января 1932, Параткуль, Уральская область — 1 февраля 2019, Тюмень) — советский и российский геолог, один из первооткрывателей крупнейшего в мире Уренгойского газового месторождения. Член научно-редакционного совета и редколлегии «Большой Тюменской энциклопедии» (2004).

## Биография
Иван Иванович Нестеров родился 1 января (по документам 2 января) 1932 года в крестьянской семье в деревне Параткуль Параткульского сельсовета Ольховского района Уральской области РСФСР, ныне село входит в Далматовский муниципальный округ Курганской области.
Окончил школу в Свердловске в 1949 году. В этом же году поступил в Свердловский горный институт на специальность «Геология рудных полезных ископаемых». Учась в институте, выбрал специализацию «Нефтяная геология». В 1954 году после окончания с отличием института остался на кафедре разведки нефтяных и газовых месторождений и в этом же году поступил в аспирантуру Свердловского горного института, которую окончил в 1957 году.
В 1954 году переехал на работу в Новосибирск для работы в Сибирском научно-исследовательском институте геологии, геофизики и минерального сырья (СНИИГГ и МС), который был создан в этом же году в результате слияния Томского филиала ВНИГРИ (Всесоюзного нефтяного исследовательского геологоразведочного института) и филиала ВНИИ геофизики.
В 1958 году на Ученом совете Свердловского горного института защитил кандидатскую диссертацию, посвященную проблемам нефтегазоносности южной части Западной Сибири, включая и Среднее Приобье.
В 1960 году И. И. Нестеров перешел на работу в Тюменский филиал Сибирского научно-исследовательского института геологии, геофизики и минерального сырья (СНИИГГ и МС). С этого времени судьба Ивана Ивановича Нестерова тесно связана с судьбой Тюменского края.
В 1960—1971 годах он — старший научный сотрудник, заведующий сектором, заведующий отделом, заместитель директора Тюменского филиала СНИИГГ и МС, (с 8 июня 1964 года — ЗапСибНИГНИ). В 1966 году он получил степень доктора геолого-минералогических наук, а два года спустя, в 1968 году — звание профессора.
С 1966 года член КПСС.
Председатель совета молодых ученых Тюменской области (1968—1971).
В 1970 году за открытие новых месторождений нефти в Среднем Приобье и ускоренную подготовку промышленных запасов Ивану Ивановичу Нестерову, вместе с В. А. Абазаровым, Л. Н. Кабаевым, Ф. К. Салмановым, В. Г. Смирновым, А. Д. Сторожевым, была присуждена Ленинская премия.
Директор Западно-Сибирского научно-исследовательского геологоразведочного нефтяного института (ЗапСибНИГНИ) с 1971 года.
В 1976 году был избран членом-корреспондентом Академии наук СССР. Академик общественных Международных Академий наук: Геоэкологии (1994), Минеральных ресурсов (1995), Экологии и безопасности жизнедеятельности (2002).
Участвовал в открытии большинства нефтяных и газовых месторождений Западной Сибири, один из первооткрывателей Уренгойского нефтегазоконденсатного месторождения.
Председатель общества «Знание» Тюменской области (1968—1991),
Являлся председателем Западно-Сибирского отделения Академии минеральных ресурсов РФ, Тюменского отделения Всероссийского минералогического общества РАН (1985—2015), членом Московского, Екатеринбургского, Тюменского и Новосибирского отделения АН СССР (РАН), международного Национального комитета СССР (РФ), Американского общества геологов-нефтяников, правлений экологических фирм Чехии, Аргентины; член редколлегии ряда научных журналов: «Минеральные ресурсы России» (1991—1996), «Геология и геофизика» (1983—2019), «Советская геология» (1980—1990), «Геология нефти и газа» (1980—1999). Главный редактор журнала «Нефть и газ Тюмени» (1969—1972), журнала «Проблемы нефти и газа Тюмени»(1972—1984).
Был членом комитета по Ленинским и Государственным премиям СССР в области науки и техники при СМ СССР (1980—1988), научно-технического совета при Мингео СССР (1976—1991), Совета Госплана СССР по экспертизе развития сырьевой базы СССР (1977—1990), президиума Сибирского отделения АН СССР (1980—1993), научных и научно-технических советов при Бюро СМ СССР по ТЭК, Комитета по науке и технике СССР, АН СССР (до 1992 года), Мингео СССР и РСФСР (до 1992 года), координатором программы «Нефтегазоносные бассейны» университета Южной Каролины (США). Член Национального комитета геологов России с 2003 года.
Избирался депутатом Центрального районного Совета депутатов  города Тюмени, Тюменского городского Совета депутатов трудящихся (1964—1968), членом Тюменского горкома и обкома КПСС (1968—1992). Член экономического совета при Тюменском облисполкоме (1991—1992).
Работал генеральным директором научно-исследовательского института геологии и природных ресурсов, советником РАН, ведущим специалистом Института нефтегазовой геологии и геофизики им. А. А. Трофимука Сибирского отделения РАН; заместителем генерального директора по науке НАО «Сибирский аналитический центр», заместителем директора Института геологии нефти и газа Сибирского отделения РАН, профессором ТИУ, директором научно-образовательного центра (НОЦ) геологии нефти и газа ТИУ.
Являлся председателем общественной организации «Союз создателей Тюменского нефтегазового комплекса», сменив на этом посту ушедшего из жизни В. А. Абазарова.
Иван Иванович Нестеров соавтор в 789 научных работ, в том числе 39 монографий, 13 изобретений. Участвовал в 219 различного рода комиссиях, комитетах, советах.
Иван Иванович Нестеров умер 1 февраля 2019 года в городе Тюмени Тюменской области. Прощание было 4 февраля в Тюменском драматическом театре (ул. Республики, 129).

## Награды
Удостоен 27 орденов, медалей и почетных знаков, имеет 11 почетных званий, 23 почетных грамоты и благодарности от министерств, губернаторов, Госдум и др.; 14 аттестатов и дипломов ученых степеней и званий, выставок, ярмарок и др., в том числе:
- Ленинская премия (1970), за открытие крупных месторождений в Среднем Приобье и подготовку промышленных запасов нефти
- Премия Правительства Российской Федерации в области науки и техники (1996)[5], за создание «Атласа карт нефтегазоносности недр России»
- Орден Почёта (2008)[6]
- Орден Октябрьской Революции (1981)
- Орден «Знак Почёта» (1971)
- Орден «Рубиновой звезды», Ямало-Ненецкий автономный округ, № 1 (2014)
- Золотой нагрудный знак «Звезда геологии», № 6 (2016)
- Юбилейная медаль «За доблестный труд. В ознаменование 100-летия со дня рождения Владимира Ильича Ленина» (1970)
- Медаль «Ветеран труда» (1985)
- Медаль «За освоение недр и развитие нефтегазового комплекса Западной Сибири» (1983)
- Медаль «За заслуги в разведке недр в связи со 100-летием геологической службы» (1990)
- Памятная медаль «300 лет Михаилу Васильевичу Ломоносову»
- Золотая и серебряная медали ВДНХ СССР (1982 год, за разработку методики ускоренной разведки месторождений нефти и газа; 1989 год, за технологию биологической очистки нефтяных загрязнений)
- Премии и медали: М. В. Ломоносова, В. А. Легасова, Н. В. Черского, А. А. Трофимука
- Премия имени И. М. Губкина (1980), за монографию «Закономерности распределения крупных месторождений нефти и газа в земной коре»
- Лауреат Тюменских областных премий им. В. И. Муравленко (2003) и им. А. Н. Косухина (2005) «За научные достижения» и Премии МТЭА им. Н. К. Байбакова (2007)
- Золотая медаль имени С. И. Вавилова (1980 или 1985)
- Заслуженный геолог РСФСР (1983 или 1989)
- Заслуженный геолог Ханты-Мансийского автономного округа (2007)
- Звание «Отличник разведки недр» (1975)
- Звание «Первооткрыватель месторождений» (1974)
- Почётный разведчик недр Мингео СССР (1981)
- Почётный гражданин Тюменской области (2016)
- Почётный гражданин Тюмени (23 июня 2011)[7]
- Почётный ученый Европы (2007)
- Нагрудный знак «Изобретатель СССР»
- Занесён в Книгу Трудовой славы Тюменской области (1985)
- Занесён в Книгу Почёта города Тюмени (2002)
- Победитель Тюменского конкурса общественного признания «Мэтр года-2001»
- Почётная грамота Мингео РСФСР (1970)
- Почётная грамота Департамента природных ресурсов по Уральскому региону Минприроды России (2002)
- Почётная грамота Тюменского облисполкома (1981)
- Почётная грамота Губернатора Тюменской области (2001)
- Почётная грамота Губернатора ХМАО (2004)
- Почётная грамота Тюменской областной Думы (1999, 2001)
- Почётная грамота Думы Ханты-Мансийского автономного округа (2001)
- Почётная грамота РАН (2001)
- Почётная грамота СО РАН (2007).
- Благодарность Администрации ЯНАО (2001)
- Благодарность Администрации Тюменской области (2002)
- Благодарность Ханты-Мансийского автономного округа
- Благодарность Ямало-Ненецкого округа (1998, 2003)
- Благодарность Президента Российской Академии наук (1999, 2002).